# Ivan Filin
Ivan Ilyich Filin (né le 10 mars 1926 à Kimovsk et mort le 12 janvier 2000) est un athlète russe, spécialiste des courses de fond.

## Biographie
Concourant sous les couleurs de l'URSS, il remporte la médaille de bronze du marathon lors des championnats d'Europe de 1954, à Berne, devancé par le Finlandais Veikko Karvonen et l'autre Soviétique Boris Grishayev.
Il se classe septième du marathonn des Jeux olympiques de 1956, à Melbourne.
Il obtient la médaille d'argent aux Championnats d'Europe de 1958, à Stockholm, derrière son compatriote Sergey Popov.

### Palmarès
| Date | Compétition           | Lieu      | Résultat | Épreuve  | Performance     |
| ---- | --------------------- | --------- | -------- | -------- | --------------- |
| 1954 | Championnats d'Europe | Berne     | 3e       | Marathon | 2 h 25 min 26 s |
| 1956 | Jeux olympiques       | Melbourne | 7e       | Marathon | 2 h 30 min 37 s |
| 1958 | Championnats d'Europe | Stockholm | 2e       | Marathon | 2 h 20 min 50 s |

### Records
| Épreuve  | Performance    | Lieu | Date |
| -------- | -------------- | ---- | ---- |
| Marathon | 2 h 20 min 6 s |      | 1956 |